# 朗池迴龍塔
朗池迴龍塔位於四川省南充市營山縣，文物遺址年代判定為清。2012年7月16日公佈為第八批四川省文物保護單位。
朗池迴龍塔，習稱白塔，位於四川省南充市營山縣朗池鎮白塔村梅家橋側的山梁上。迴龍塔始建於清道光四年（1824），由時任縣令楊尚容主建。磚石結構，六方錐體形九級樓閣式，通高32.7公尺，塔級均出簷，層層開窗，內柱有神龕，塔內有踏道86級盤旋而上，直通塔頂，塔正方一、三、五、六、九級門窗上方分別鎊刻有欄聯式橫額。1982年，朗池迴龍塔被營山縣人民政府公佈為縣級文物保護單位；1994年，朗池迴龍塔被南充市人民政府公佈為市級文物保護單位。